# Chalcoteuches phlogera
Chalcoteuches phlogera är en fjärilsart som beskrevs av Turner 1926. Chalcoteuches phlogera ingår i släktet Chalcoteuches och familjen bronsmalar. Inga underarter finns listade i Catalogue of Life.